# Rubén Aníbal Giacobetti
Rubén Aníbal Giacobetti (Buenos Aires, 9 de julio de 1956) es un exfutbolista argentino. El 20 de octubre de 1976 entró en la historia al ser reemplazado por Diego Armando Maradona en el debut del mismo en la Primera división argentina de fútbol.
Debutó en la Primera de Argentinos Juniors el 13 de junio de 1976, por la Ronda Descenso del Metropolitano de ese año, en un encuentro que el Bicho igualó con Banfield 1 a 1. Jugó en la institución de La Paternal entre 1976 y 1978, totalizando 28 partidos y 1 gol. Luego jugó en el fútbol del interior, en Estados Unidos y en Italia. Actualmente está retirado del fútbol y corre su propia inmobiliaria en el barrio porteño de Villa Urquiza (Buenos Aires), Argentina.